# 1171 en santé et médecine
| Années de la santé et de la médecine : 1168 - 1169 - 1170 - 1171 - 1172 - 1173 - 1174    |
| Décennies de la santé et de la médecine : 1140 - 1150 - 1160 - 1170 - 1180 - 1190 - 1200 |

Cet article présente les faits marquants de l'année 1171 en santé et médecine.

## Événement
- 1171-1172 : la peste qui sévit à Constantinople se répand à Venise, rapportée par les navires du doge Vital II Michele[1].

## Fondations
- Fondation, par Carin et Harchet Masson, de l'hôpital Saint-Gervais de Paris, « premier asile de nuit de la capitale pour les vagabonds [...], qui ne peuvent y demeurer plus de trois nuits consécutives[2] ».
- Fondation par Hug de Cervelló (ca), archevêque de Tarragone en Catalogne, d'un hôpital qui fusionnera en  1464 avec l'hôpital municipal pour former l'hôpital Sainte-Thècle[3].
- L'hôpital Saint-Léonard de Chesterfield, dans le Derbyshire en Angleterre, est attesté en tant que léproserie[4],[5].
- Avant 1171 :
  - Fondation à Richmond, dans le Yorkshire, de l'hôpital Saint-Nicolas par Henri II, roi d'Angleterre[6].
  - Fondation par Ralph de Multon, de l'hôpital de Stainmore, dans le Yorkshire en Angleterre, hospice pour voyageurs dépendant du prieuré de Marrick (en)[7].
- 1165-1171 : fondation de la léproserie de Bois-Halbout par Robert Fitz-Erneis, membre de la famille Tesson, à Cesny en Normandie, maison « confiée à l'abbaye du Val avec l'approbation d'Henri II, évêque de Bayeux[8],[9] ».

## Personnalités
- Entre 1171 et 1193 : fl. Bernard, médecin, auprès de Guilhem VII et Guilhem VIII, seigneurs de Montpellier[10].
- Entre 1171 et 1219 : fl. Raoul (Radulphus), l'un des « deux premiers médecins narbonnais connus [avec Bremond (fl. 1155-1159)], l'un et l'autre parmi les plus proches d'Ermengarde, vicomtesse de Narbonne[11] ».